# Dolni Bogrov
Dolni Bogrov (bulgariska: Долни Богров) är ett distrikt i Bulgarien.   Det ligger i kommunen Stolitjna Obsjtina och regionen Sofija-grad, i den västra delen av landet, 14 km öster om huvudstaden Sofia.
Trakten runt Dolni Bogrov består till största delen av jordbruksmark. Runt Dolni Bogrov är det ganska tätbefolkat, med 100 invånare per kvadratkilometer.